# Arraial do Cabo
Arraial do Cabo es una ciudad brasileña del estado de Río de Janeiro, en una región llamada Región de los Lagos. La ciudad es costera, y tiene una altitud media de apenas ocho metros. Fundado en 1965, después de la emancipación de Cabo Frío. El municipio posee 26.636 habitantes, según datos de 2008 del IBGE.

## Geografía
Arraial do Cabo limita al norte con el municipio de Cabo Frío, al este y al sur, con el Océano Atlántico y al oeste con el municipio de Araruama.
El clima de Arraial do Cabo es tropical costero, con mucho viento que estabiliza las temperaturas.
El municipio también cuenta con un área preservada por el IBAMA, "la restinga de Massambaba" estrecho pedazo de tierra, bordeado al sur por el Océano Atlántico y al Norte por la Laguna de Araruama, donde se encuentran las orquídeas más exóticas del mundo.

## Playas
Las Prainhas (también conocidas como Prainhas do Pontal do Atalaia), Anjos, Brava, Farol (ubicadas en Isla do Farol), Forno, Grande, Prainha, Pontal (no confundir con Prainhas do Pontal do Atalaia, esta playa se encuentra en la entrada de la ciudad) , Graçainha, Praia de Monte Alto.